# Lasioglossum yakuticum
Lasioglossum yakuticum är en biart som beskrevs av Pesenko och Davydova 2004. Lasioglossum yakuticum ingår i släktet smalbin, och familjen vägbin. Inga underarter finns listade i Catalogue of Life.